# كهوف براش
كهوف براش (بالكرواتية: Baraćeve špilje) تقع بالقرب من قرية نوفا كرشلجا في بلدية راكوفيتشا، كرواتيا. في عام 1892 تم فتح الكهوف للزوار ولكن تم هجرها ونسيانها بعد الحرب العالمية الثانية. في يوليو 2004، أعيد فتح كهوف باراي العليا للزوار.

## وصلات خارجية
- The Caves of Barać - official website
- Pictures of the Caves of Barać